# Campionati del mondo di ciclismo urbano - Cross country eliminator maschile
Il cross country eliminator maschile è una delle prove inserite nel programma dei campionati del mondo di mountain bike eliminator.
Inizialmente incluso nei campionati del mondo di mountain bike, si svolse all'interno di questa rassegna dall'edizione 2012 all'edizione 2016. Dal 2017 al 2018 è stato incluso nel programma dei campionati del mondo di ciclismo urbano, mentre dal 2019 è incluso in una specifica rassegna mondiale.

## Edizioni
| Anno | Nazione   | Città                 |
| ---- | --------- | --------------------- |
| 2012 | Austria   | Leogang e Saalfelden  |
| 2013 | Sudafrica | Pietermaritzburg      |
| 2014 | Norvegia  | Hafjell e Lillehammer |
| 2015 | Andorra   | Vallnord              |
| 2016 | Rep. Ceca | Nové Město na Moravě  |
| 2017 | Cina      | Chengdu               |
| 2018 | Cina      | Chengdu               |
| 2019 | Belgio    | Waregem               |
| 2020 | Belgio    | Lovanio               |
| 2021 | Austria   | Graz                  |
| 2022 | Spagna    | Barcellona            |

## Albo d'oro
Aggiornato all'edizione 2021.
| Anno | Vincitore             | Secondo           | Terzo               |
| ---- | --------------------- | ----------------- | ------------------- |
| 2012 | Ralph Näf             | Miha Halzer       | Daniel Federspiel   |
| 2013 | Paul Van Der Ploeg    | Daniel Federspiel | Catriel Andrés Soto |
| 2014 | Fabrice Mels          | Emil Lindgren     | Kevin Miquel        |
| 2015 | Daniel Federspiel     | Samuel Gaze       | Simon Gegenheimer   |
| 2016 | Daniel Federspiel     | Simon Gegenheimer | Fabrice Mels        |
| 2017 | Titouan Perrin-Ganier | Simon Gegenheimer | Lorenzo Serres      |
| 2018 | Titouan Perrin-Ganier | Hugo Briatta      | Lorenzo Serres      |
| 2019 | Titouan Perrin-Ganier | Hugo Briatta      | Joel Burman         |
| 2020 | Titouan Perrin-Ganier | Simon Gegenheimer | Anton Olstam        |
| 2021 | Simon Gegenheimer     | Jeroen van Eck    | Anton Olstam        |

## Medagliere
| Pos.   | Nazione       | Oro | Argento | Bronzo | Totale |
| ------ | ------------- | --- | ------- | ------ | ------ |
| 1      | Francia       | 4   | 2       | 3      | 9      |
| 2      | Austria       | 2   | 1       | 1      | 4      |
| 3      | Germania      | 1   | 3       | 1      | 5      |
| 4      | Belgio        | 1   | 0       | 1      | 2      |
| 5      | Svizzera      | 1   | 0       | 0      | 1      |
| 5      | Australia     | 1   | 0       | 0      | 1      |
| 7      | Svezia        | 0   | 1       | 3      | 3      |
| 8      | Slovenia      | 0   | 1       | 0      | 1      |
| 8      | Nuova Zelanda | 0   | 1       | 0      | 1      |
| 8      | Paesi Bassi   | 0   | 1       | 0      | 1      |
| 11     | Argentina     | 0   | 0       | 1      | 1      |
| Totale | Totale        | 10  | 10      | 10     | 30     |

| Pos. | Atleta                | Oro | Argento | Bronzo | Totale |
| ---- | --------------------- | --- | ------- | ------ | ------ |
| 1    | Titouan Perrin-Ganier | 4   | 0       | 0      | 4      |
| 2    | Daniel Federspiel     | 2   | 1       | 1      | 4      |
| 3    | Simon Gegenheimer     | 1   | 3       | 1      | 5      |
| 4    | Fabrice Mels          | 1   | 0       | 1      | 2      |
| 5    | Ralph Näf             | 1   | 0       | 0      | 1      |
| 5    | Paul Van Der Ploeg    | 1   | 0       | 0      | 1      |
| 7    | Hugo Briatta          | 0   | 2       | 0      | 2      |
| 8    | Miha Halzer           | 0   | 1       | 0      | 1      |
| 8    | Emil Lindgren         | 0   | 1       | 0      | 1      |
| 8    | Samuel Gaze           | 0   | 1       | 0      | 1      |
| 8    | Jeroen van Eck        | 0   | 1       | 0      | 1      |